# Lake George (Florida)
Der Lake George  im US-Bundesstaat Florida ist ein breiter und flacher See am St. Johns River, nördlich von Astor. Der größte Teil des Sees liegt in Volusia County. Ein kleiner Teil im Norden, mit den Inseln Drayton Island und Hog Island, gehört zu Putnam County. Mit seinem Westufer grenzt er noch an Marion County. Hier liegt der Ocala National Forest.
Er ist 24,8 km lang und 11,0 km breit, mit einer durchschnittlichen Tiefe von 2,5 Metern. Seine Flächenausdehnung beträgt 186,16 km². Größte Insel ist Drayton Island im nördlichen Teil des Sees. Westlich davon liegt Hog Island. Der See entwässert über den St. Johns River im Norden. Der Hauptwasserfluss liegt östlich der beiden Inseln.
Der See ist nach dem Lake Okeechobee und dem Lake Apopka der drittgrößte See Floridas. Da der Lake George durch unterirdische Salzvorkommen einen ungewöhnlich hohen Salzanteil hat, findet man hier auch Salzwasserfauna und -flora.
Aber auch die Zuflüsse St. Johns River (Süden), Juniper Creek, Silver Glen Spring Run und besonders Salt Springs Creek tragen zum Salzgehalt des Sees bei, der nach Norden hin abnimmt.